# ヴェゼール渓谷の先史的景観と装飾洞窟群

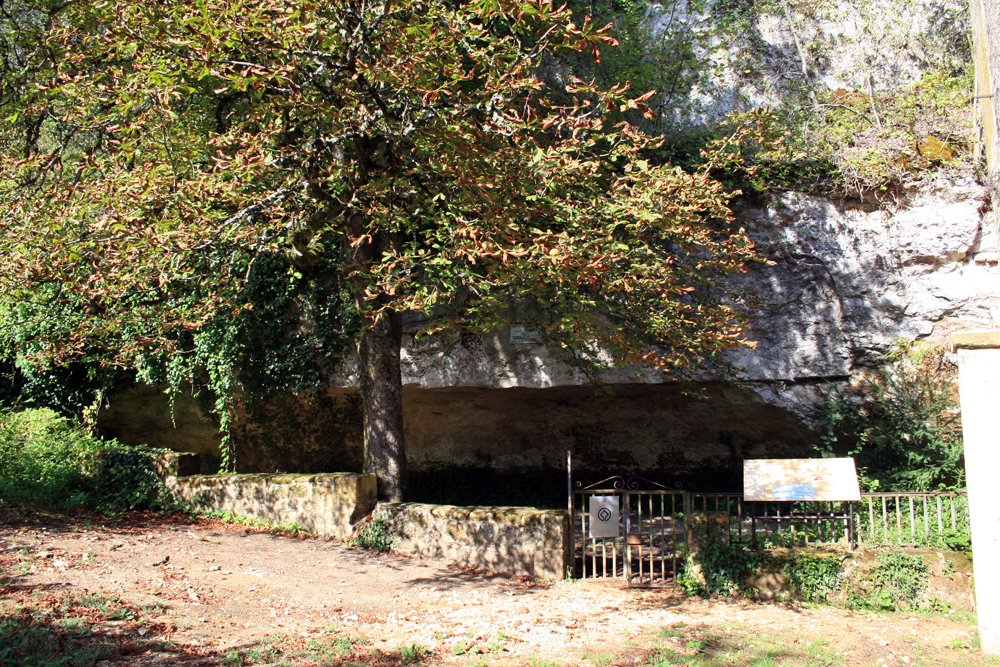
アブリ・ドゥ・クロ＝マニョン
(:fr:Abri de Cro-Magnon)

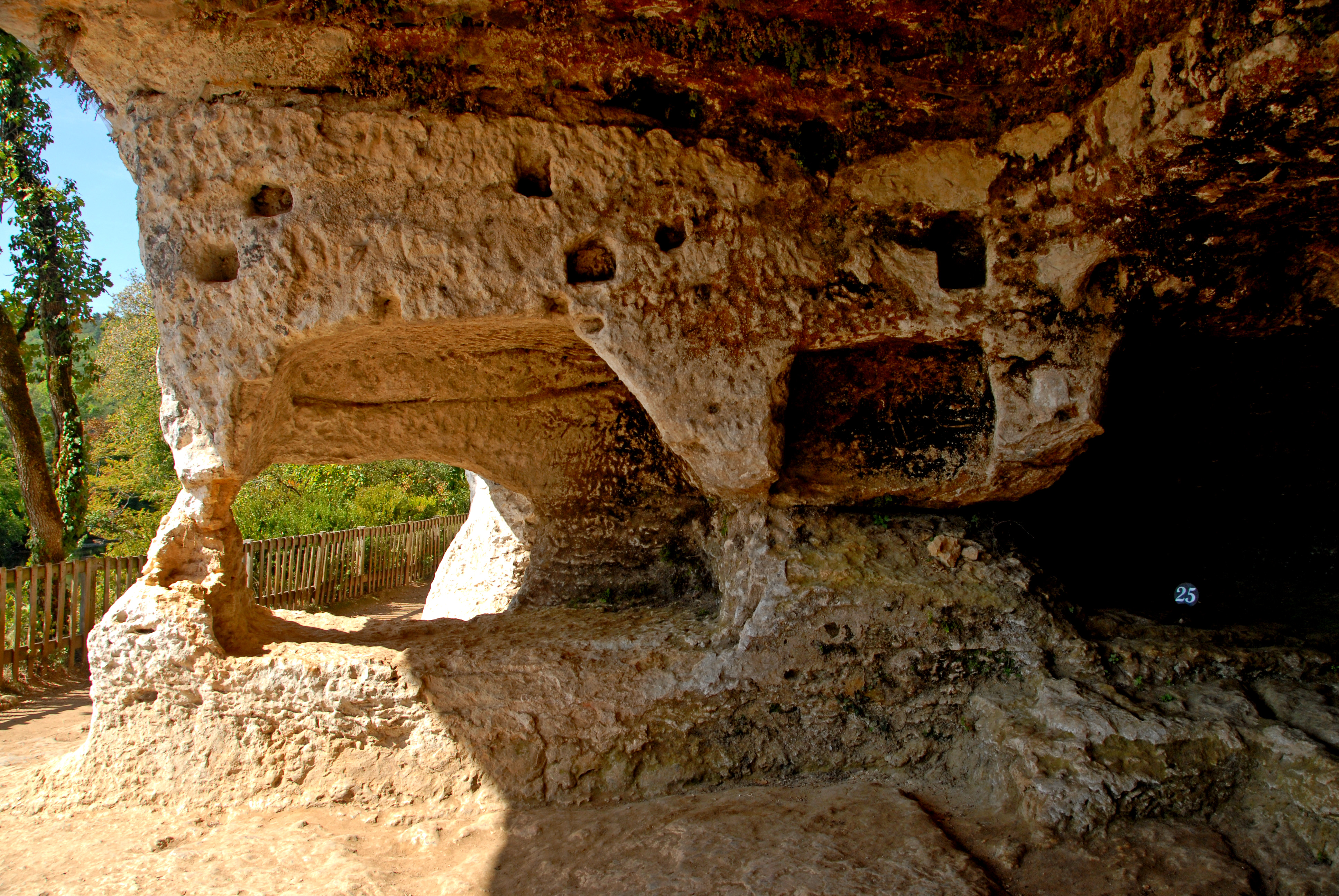
アブリ・ドゥ・ラ・マドレーヌ
(:fr:Abri de la Madeleine)

ヴェゼール渓谷の先史的景観と装飾洞窟群（ヴェゼールけいこく の せんしてきけいかん と そうしょくどうくつぐん、英語名： Prehistoric Sites and Decorated Caves of the Vézère Valley）は、1979年にユネスコの世界遺産に登録された、フランスの文化遺産物件の名称（2006年に改称）。
ヴェゼール渓谷（Vézère Valley。ドルドーニュ県のレゼイジ＝ドゥ＝タイヤック＝シルイユ［en］からモンティニャック［en］にかけての40kmほどの間に広がっている地域）に点在する先史時代遺跡群のうち、ユネスコによって選定された重要性の高い物件の総称である。

## 概要
鮮やかな洞窟壁画で有名なラスコー洞窟や、クロマニョン人の骨が発見されたアブリ・ドゥ・クロ＝マニョン（クロ＝マニョン岩陰遺跡、フランス語：Abri de Cro-Magnon、英語：rock shelter of Cro-Magnon。日本では「クロマニョン洞窟」とも呼ばれる岩陰遺跡［en:rock shelter、abri］）、ネアンデルタール人が担ったムスティエ文化のアブリ・デュ・ムスティエ（ムスティエ岩陰遺跡群、フランス語：Les abris du Moustier）などが含まれる。
ユネスコ世界遺産の登録に当たっては、多くの考古学的景観や旧石器時代の洞窟絵画研究上最も重要なものの中でも、主に装飾洞窟 (decorated cave) に絞られた。世界遺産の登録の際には、147の旧石器時代の地層、25の装飾洞窟、この一帯で発見されたおよそ10万点におよぶ石器や骨角器などに言及されている。ただし、実際に登録されたのは以下に掲げるものだけである。

## 登録基準
この世界遺産は世界遺産登録基準のうち、以下の条件を満たし、登録された（以下の基準は世界遺産センター公表の登録基準からの翻訳、引用である）。
- (1) 人類の創造的才能を表現する傑作。
- (3) 現存するまたは消滅した文化的伝統または文明の、唯一のまたは少なくとも稀な証拠。

## 登録リスト

### 洞窟壁画のある遺跡群
- アブリ・デュ・ポワソン（ポワソン岩陰遺跡） (fr:Abri du Poisson)
- フォン＝ドゥ＝ゴーム洞窟　(fr:Grotte de Font-de-Gaume)
- ムート洞窟　(fr:Grotte de la Mouthe / en:Font de Gaume)
- コンバレル洞窟　(fr:Grotte des Combarelles)
- アブリ・ドゥ・カプ・ブラン（カプ・ブラン岩陰遺跡） (fr:Abri de Cap Blanc)
- ラスコー洞窟　(fr:Grotte de Lascaux / en:Lascaux)
- ルーフィニャック洞窟　(fr:Grotte de Rouffignac)
- ロック・ドゥ・サン＝シルク　(fr:Roc de Saint-Cirq)

### 洞窟壁画のない遺跡群
- アブリ・ドゥ・クロ＝マニョン（クロ＝マニョン岩陰遺跡） (fr:Abri de Cro-Magnon / en:rock shelter of Cro-Magnon)　：日本では「クロマニョン洞窟」とも呼ばれる岩陰遺跡（英語：rock shelter、abri）。クロマニョン人の骨が発見された。
- ミコック　(fr:La Micoque)
- ロジュリー＝バス　(fr:Laugerie-Basse)
- ロジュリー＝オート　(fr:Laugerie-Haute)
- グラン・ロック洞窟　(fr:Grotte du Grand Roc)
- アブリ・デュ・ムスティエ（ムスティエ岩陰遺跡群） (fr:Les abris du Moustier / en:Le Moustier)　：2箇所からなる、ネアンデルタール人のムスティエ文化の遺跡。
- アブリ・ドゥ・ラ・マドレーヌ（マドレーヌ岩陰遺跡） (fr:Abri de la Madeleine)